# Echinorhynchus calloti
Echinorhynchus calloti is een soort haakworm uit het geslacht Echinorhynchus. De worm behoort tot de familie Echinorhynchidae. Echinorhynchus calloti werd in 1969 beschreven door Golvan.